# Odontoptila obrimo
Odontoptila obrimo là một loài bướm đêm trong họ Geometridae.